# Organisation für Eine solidarische Welt
Die Organisation für Eine solidarische Welt (OEW) ist eine 1990 gegründete Non-Profit-Organisation mit Sitz in Brixen, Südtirol. Sie engagiert sich vor allem im Bildungsbereich, gibt die Straßenzeitung zebra. heraus und betreibt die Fachbibliothek „Eine Welt“. Die OEW ist ein Dachverband von insgesamt 43 Mitgliedsgruppen, darunter mehrere Vereine, Gruppen und Südtiroler Weltläden. Die Organisation setzt sie sich in Südtirol für eine offene Gesellschaft, einen bewussten Konsum und eine nachhaltige internationale Zusammenarbeit ein. Mittels Schulworkshops, Vorträgen und öffentlichen Aktionen will die OEW ein Bewusstsein für globale Verhältnisse schaffen und lokale Handlungsmöglichkeiten aufzeigen.

## Tätigkeit
Die OEW definiert als ihr Ziel den Menschen in Südtirol Themen der internationalen Solidarität, der Menschenrechte sowie der wirtschaftlichen und sozialen Entwicklung näher zu bringen. Haupttätigkeitsgebiete sind die Bildungs- und Sensibilisierungsarbeit.
Schwerpunkte der OEW-Bildungsarbeit sind Globalisierung, kritischer Konsum/Fairer Handel, Menschenrechte, Antirassismusarbeit und Diskriminierung, Flucht und Migration. Die Zielgruppen sind insbesondere Kinder und Jugendliche. Das Angebot umfasst Spiele, Feste, Film- und Multimediavorführungen, Seminare, Vorträge und Workshops.
Der Verband organisiert Auslandspraktika für Jugendliche und Erwachsene in Afrika und Südamerika.

## Straßenzeitungzebra.
Seit 2014 gibt die OEW-Organisation für Eine solidarische Welt aus Brixen die zweisprachige Straßenzeitung zebra. heraus. Die aktuelle Ausgabe wird von rund 60 Verkäufern angeboten. Sie kommen ursprünglich aus 17 verschiedenen Nationen und sind bei der OEW registriert und an ihren braunen Ausweisen erkennbar. Die Inhalte der Zeitung werden von Freiwilligen erarbeitet und lenken den Blick auf gute Nachrichten, auf ermutigende Geschichten, auf kleine Taten mit großer Wirkung, auf besondere Menschen in und aus Südtirol. Zebra. ist Mitglied des internationalen Netzwerks der Straßenzeitungen INSP.